# Georgiy Tsurtsumia
Georgiy Tsurtsumia est un lutteur kazakh spécialiste de la lutte gréco-romaine né le 29 octobre 1980.

## Biographie
Lors des Jeux olympiques d'été de 2004 se tenant à Athènes, il remporte la médaille d'argent en combattant dans la catégorie des -120 kg.